# Nitrato
Los nitratos son sales o ésteres del ácido nítrico HNO3. Las sales que contienen este ion se denominan nitratos. Los nitratos son componentes comunes de fertilizantes y explosivos.  Casi todos los nitratos inorgánicos son solubles en agua. Un ejemplo de un nitrato insoluble es oxinitrato de bismuto.

## Ocurrencia y producción
Las sales de nitrato se encuentran naturalmente en la tierra en ambientes áridos como grandes depósitos, particularmente de nitratina, una fuente importante de nitrato de sodio.
Los nitratos son omnipresentes en la biosfera y la hidrosfera principalmente en forma de nitrato de sodio. Debido a su alta solubilidad, los nitratos se acumulan en grandes cantidades sólo en unos pocos lugares específicos. Por lo tanto, los grandes depósitos de nitrato que merezcan la pena explotar son raros. Se encuentran en desiertos con climas hiperáridos de larga duración, como el desierto de Atacama en Chile (aprox. 2×108 ton), en la depresión de Turpan en el noroeste de China (aprox. 2,5×108 ton ), en los valles secos de McMurdo de la Antártida y Mojave en Estados Unidos.  Hay otros lugares en Egipto, Asia Menor y Colombia. Los nitratos de los metales alcalinos y alcalinotérreos comunes se encuentran naturalmente como en Chile, cal o salitre de potasio.
Los nitratos son producidos por varias especies de bacterias nitrificantes en el ambiente natural utilizando amoníaco o urea como fuente de nitrógeno y fuente de energía libre. Los compuestos de nitrato para la pólvora se producían históricamente, en ausencia de fuentes minerales de nitrato, mediante diversos procesos de fermentación utilizando orina y estiércol.
Los rayos en la atmósfera terrestre, rica en nitrógeno y oxígeno, producen una mezcla de óxidos de nitrógeno, que forman iones nitrosos e iones nitrato, que son arrastrados de la atmósfera por la lluvia o por deposición oculta mediante la precipitación.
Los nitratos se producen industrialmente a partir de ácido nítrico.

## Los nitratos inorgánicos
En los nitratos está presente el anión NO3-. El nitrógeno en estado de oxidación +V se encuentra en el centro de un triángulo formado por los tres oxígenos. La estructura es estabilizada por efectos mesoméricos.
Los nitratos inorgánicos se forman en la naturaleza por la descomposición de los compuestos nitrogenados como las proteínas, la urea, etc.. En esta descomposición se forma amoníaco o amonio respectivamente. En presencia de oxígeno este es oxidado por microorganismos de tipo nitrobacter a ácido nítrico que ataca cualquier base (generalmente carbonatos) que hay en el medio formando el nitrato correspondiente.
Otra fuente de formación es a través de los óxidos de nitrógeno que se generan en las descargas eléctricas de las tormentas a partir del nitrógeno y del oxígeno del aire. Con el agua de la lluvia de nuevo se forma ácido nítrico que ataca los carbonatos y otros minerales básicos que encuentra en el medio para formar los nitratos correspondientes.
Actualmente se forman también cantidades importantes de óxidos de nitrógeno en los procesos de combustión a alta temperatura. Estos se transforman por el mismo camino en nitratos que ha sido descrito para los óxidos de nitrógeno formados naturalmente.
Los nitratos son una parte esencial de los abonos. Las plantas los convierten de nuevo en compuestos orgánicos nitrogenados como los aminoácidos. Muchas plantas acumulan los nitratos en sus partes verdes y si se aprovechan como alimentos cocidos existe peligro de que otros organismos los convierta en nitritos por reducción, que a su vez producen nitrosaminas que son cancerígenas. Por eso se recomienda, por ejemplo, no recalentar las espinacas que suelen tener un cierto contenido en nitrato.
En la naturaleza se encuentran cantidades importantes de nitrato de sodio (NaNO3) en depósitos formados por evaporación en Chile (nitrato de Chile). Incrustaciones formadas en los establos de ganado a menudo se componen de nitrato de calcio Ca(NO3)2. Se generan a partir de la descomposición de la urea CO(NH2)2 de la orina de los animales que es transformado microbiológicamente en ácido nítrico y finalmente por reacción con la cal de las paredes en la sal encontrada.

## Aplicaciones
El nitrato de potasio (KNO3) forma parte esencial de la pólvora negra. Se aprovecha su poder oxidante para transformar el carbono y el azufre también presentes en la mezcla en sus óxidos. La energía liberada en el proceso hace que se calienten los gases y se expandan de manera explosiva.
Los nitratos - como ya se ha indicado - forman también parte esencial 
de muchas formulaciones de abonos. El nitrato natural, conocido también como Nitrato de Chile, se explota desde hace mucho tiempo en los salares del norte de este país y constituía un importante producto de exportación del mismo, como puede inferirse de la antigua propaganda que reproduce la imagen reproducida aquí y que también aparece en el artículo sobre Santa Cruz de La Palma, hasta que el desarrollo en Noruega y otros países del nitrato artificial (obteniendo el nitrógeno directamente del aire a través de medios electroquímicos) vino a competir y afectar ese comercio de exportación. Un compuesto especialmente útil en este contexto es el nitrato de amonio. Aparte de ser un buen abono se descompone de forma explosiva a la hora de calentarlo y es responsable de una gran número de accidentes. Mezclado con petróleo es utilizado como explosivo en minería. En condiciones más controladas la descomposición del nitrato de amonio se utiliza para generar el óxido de dinitrógeno. Este se aprovecha como anestésico y por ejemplo para espumar la nata batida vendida en lata.
El nitrato de plata es un precursor importante para los haluros de plata utilizados como sales fotosensibles en fotografía.
Como intermedio los nitratos están presentes en el proceso de nitrificación / desnitrificación que se utiliza en las plantas depuradoras de aguas residuales. Se aprovecha el hecho que algunos microorganismos pueden reducir en condiciones anaeróbicas el nitrato directamente a nitrógeno elemental. Así se eliminan los compuestos de nitrógeno de las aguas donde producirían problemas de eutrofización. Los problemas de H2S (ácido sulfhídrico) que se generan en las depuradoras, fosas sépticas y redes de saneamiento, también se pueden solucionar con la adición de nitratos.
Disoluciones de nitratos (cálcico, sódico y potásico) también se utilizan en baños de pasivación de superficies de metales así como en el almacenamiento de energía térmica en plantas solares de concentración. Este último desarrollo es la gran novedad de las plantas solares térmicas, donde la energía sobrante se va acumulando en este tipo de sales, para posteriormente producir electricidad cuando la luz del sol desaparece. El rango de temperatura que pueden almacenar estas sales está entre 131 °C y 560 °C. La investigación de nuevos nitratos (Nitrato cálcico potásico, Nitrato de litio,...) mejorarán las propiedades de estas sales.

## Histórico
Los nitratos se conocen al menos desde la Edad Media. Con el ácido sulfúrico (entonces a menudo nombrado aceite de vitriolo) se generaba a partir de ellos el ácido nítrico necesario en la formulación del agua regia.
Con la introducción de la pólvora los pequeños yacimientos naturales ya no eran suficientes y se pasó a un proceso de fabricación a partir de los excrementos humanos y animales. Estos se vertían sobre un lecho alto y bien aireado de material orgánico como rastrojos. Además se añadían cantidades de cal. En estas condiciones se genera, como ya descrito anteriormente, el nitrato de calcio. Este es soluble en agua y pudo ser extraído y obtenido tras la evaporación del líquido.
La adición de carbonato potásico, extraído de las cenizas de madera, a una disolución del nitrato cálcico precipitaba el calcio en forma de su carbonato (la cal) y el nitrato potásico se obtenía tras evaporación del disolvente.

## Los nitratos de síntesis

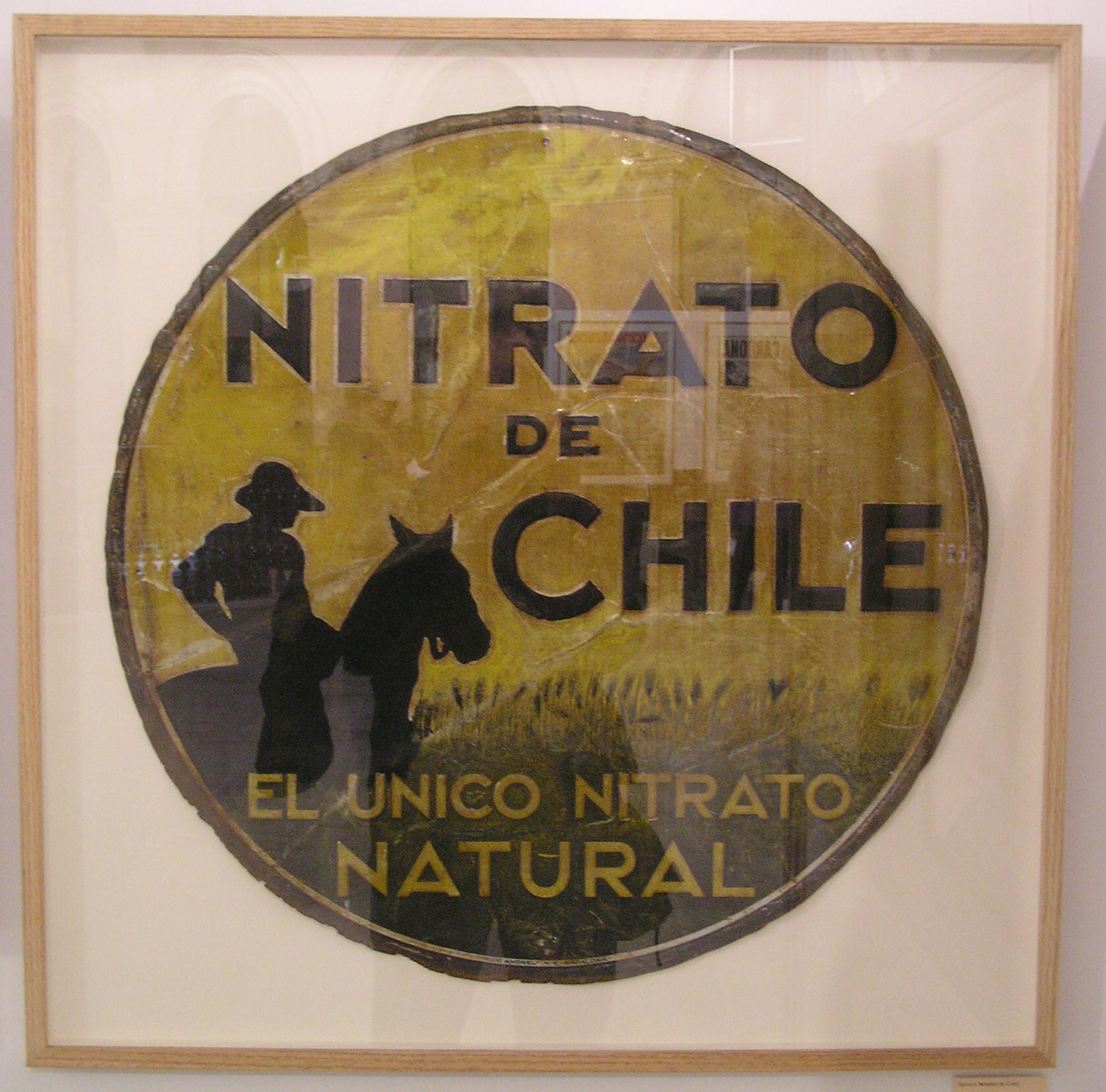
Cartel español de Nitrato de Chile (1930).

Los nitratos de síntesis química o quimiosíntesis  se pueden obtener por varios métodos:
1. Por actuación del ácido nítrico sobre el metal. Especialmente con ácido concentrado en este proceso se pierden cantidades importantes del ácido por reducción del nitrato para dar óxidos de nitrógeno.
2. Por neutralización de una base con el ácido nítrico.
3. Por intercambio del anión. En este proceso se suele emplear el sulfato soluble de un metal y un equivalente de nitrato de bario Ba(NO3)2. Precipita el sulfato de bario y se obtiene el nitrato deseado tras la evaporación del líquido.

## Nitrato en la dieta
Una rica fuente de nitrato inorgánico en la dieta humana proviene de alimentos de hojas verdes, como las espinacas y la rúcula.El ion nitrato inorgánico NO−
3 es un componente activo viable del jugo de remolacha y otras verduras. El agua potable también es una fuente de ingesta a través de los alimentos.
La suplementación dietética con nitrato ofrece resultados positivos al evaluar el rendimiento en ejercicios de resistencia.
La ingestión de grandes dosis de nitrato, ya sea en forma de nitrato de sodio puro o jugo de remolacha en individuos jóvenes sanos, aumenta rápidamente la concentración plasmática de nitrato en un factor de 2 a 3, y esta concentración elevada de nitrato puede mantenerse durante al menos 2 semanas. El aumento de nitrato plasmático estimula la producción de óxido nítrico, NO. El óxido nítrico es una importante molécula de señalización fisiológica que se utiliza, entre otras cosas, en la regulación del flujo sanguíneo muscular y la respiración mitocondrial.

### Embutidos
El consumo de nitritos está determinado principalmente por la cantidad de carnes procesadas consumidas y la concentración de nitratos en estas carnes. Aunque los nitritos son el compuesto de nitrógeno que se utiliza principalmente en el curado de estas productos cárnicos, también se utilizan nitratos. Los nitratos conducen a la formación de nitrosaminas. La producción de nitrosaminas cancerígenas puede inhibirse mediante el uso de los antioxidantes tales como la vitamina C y la forma alfa-tocoferol de la vitamina E durante el curado.
Muchos elaboradores de carne procesada afirman que sus carnes (por ejemplo, tocino) no están "curadas", lo cual es una afirmación de marketing sin fundamento fáctico: no existe el tocino "sin curar" (ya que sería, esencialmente, panceta de cerdo cruda en rodajas). La carne "sin curar" de hecho se cura con nitritos prácticamente sin distinción en el proceso; la única diferencia es el requisito en EE. UU. de etiquetado del USDA entre nitritos de origen vegetal (como el extracto de apio, en realidad muy rico en nitritos) y "sintéticos" como el nitrito de sodio. (Una analogía sería la "sal marina" purificada versus el cloruro de sodio; ambos son exactamente el mismo producto químico y la única diferencia esencial es el origen).
Las dietas antihipertensivas, como la dieta DASH, generalmente contienen niveles altos de nitratos, que primero se reducen a nitrito en la saliva, como se detecta en las pruebas de saliva, antes de formar óxido nítrico.

## Métodos de detección
Casi todos los métodos para la detección de nitratos se basan en su conversión en nitrito seguida de pruebas específicas de nitrito. La reducción de nitrato a nitrito se realiza mediante material de cobre-cadmio. La muestra se introduce con un analizador de inyección de flujo y el efluente resultante que contiene nitrito se combina luego con un reactivo para detección colorimétrica o electroquímica. El más popular de estos ensayos es la prueba de Griess, mediante la cual el nitrito se convierte en un colorante azoico de color intenso adecuado para el análisis espectroscópico UV-vis. El método explota la reactividad del ácido nitroso derivada de la acidificación del nitrito. El ácido nitroso reacciona selectivamente con aminas aromáticas para dar sales de diazonio, que a su vez se acoplan con un segundo reactivo para dar el colorante azoico. El límite de detección es de 0,02 a 2 μM. Estos métodos se han adaptado en gran medida para muestras biológicas.

## Toxicología
La toxicidad aguda del nitrato es baja. Existe "un desacuerdo sustancial" sobre los riesgos a largo plazo de la exposición a los nitratos. Las dos áreas de posible preocupación son que (i) el nitrato podría ser un precursor del nitrito en el tracto gastrointestinal inferior, y el nitrito es un precursor de las nitrosaminas, que están implicadas en carcinogénesis, y (ii) el nitrato está implicado en la metahemoglobinemia, un trastorno de la hemoglobina en los glóbulos rojos.

### Metahemoglobinemia
Los nitratos no afectan a los bebés ni a las mujeres embarazadas. El síndrome del bebé azul es causado por una serie de otros factores, como malestar gástrico, como infección diarreica, intolerancia a las proteínas, toxicidad por metales pesados, etc., y los nitratos desempeñan un papel menor.

### Normas del agua potable
A través de la Ley de Agua Potable Segura, la Agencia de Protección Ambiental de los Estados Unidos ha establecido un nivel máximo como contaminante de 10 mg/L o 10 ppm de nitrato en el agua potable.
En la Unión Europea las normas sobre agua potable establecen los límites que se deben respetar.

### Ingesta oral a través de los alimentos
El Comité Mixto FAO/OMS de Expertos en Aditivos Alimentarios (JECFA por sus siglas en inglés Joint FAO/WHO Expert Committe on Food Additives and Contaminants) estableció una ingesta diaria admisible (IDA) de iones nitrato en el rango de 0 a 3,7 mg (kg de peso corporal)−1 día−1.

## Los nitratos orgánicos
A diferencia de los anteriores, los nitratos orgánicos son ésteres del ácido nítrico con alcoholes. El nitrato orgánico más conocido es, probablemente, la nitroglicerina, formada a partir de una mezcla de glicerina, ácido nítrico y ácido sulfúrico concentrado.
Utilizando la misma mezcla de reactivos menos concentrado sobre la celuolosa y tratando el producto generado con un químico X se obtiene el celuloide.
El nitrato de amilo (O2NO(CH2)4CH3) se utiliza en medicina por sus efectos sobre el sistema cardiovascular. La nitroglicerina demuestra efectos parecidos por razón de que las formulaciones que se usan en medicina no son explosivos. En la administración de nitroglicerina, un potente vasodilatador, se prefiere la vía sublingual, la cual evita considerablemente el paso por el hígado.